# По следу телеграфа
«По следу телеграфа» — российско-французский драматический фильм-биография 1994 года режиссёра Лилиан де Кермадек.

## Сюжет
Фильм основан на реальной истории.

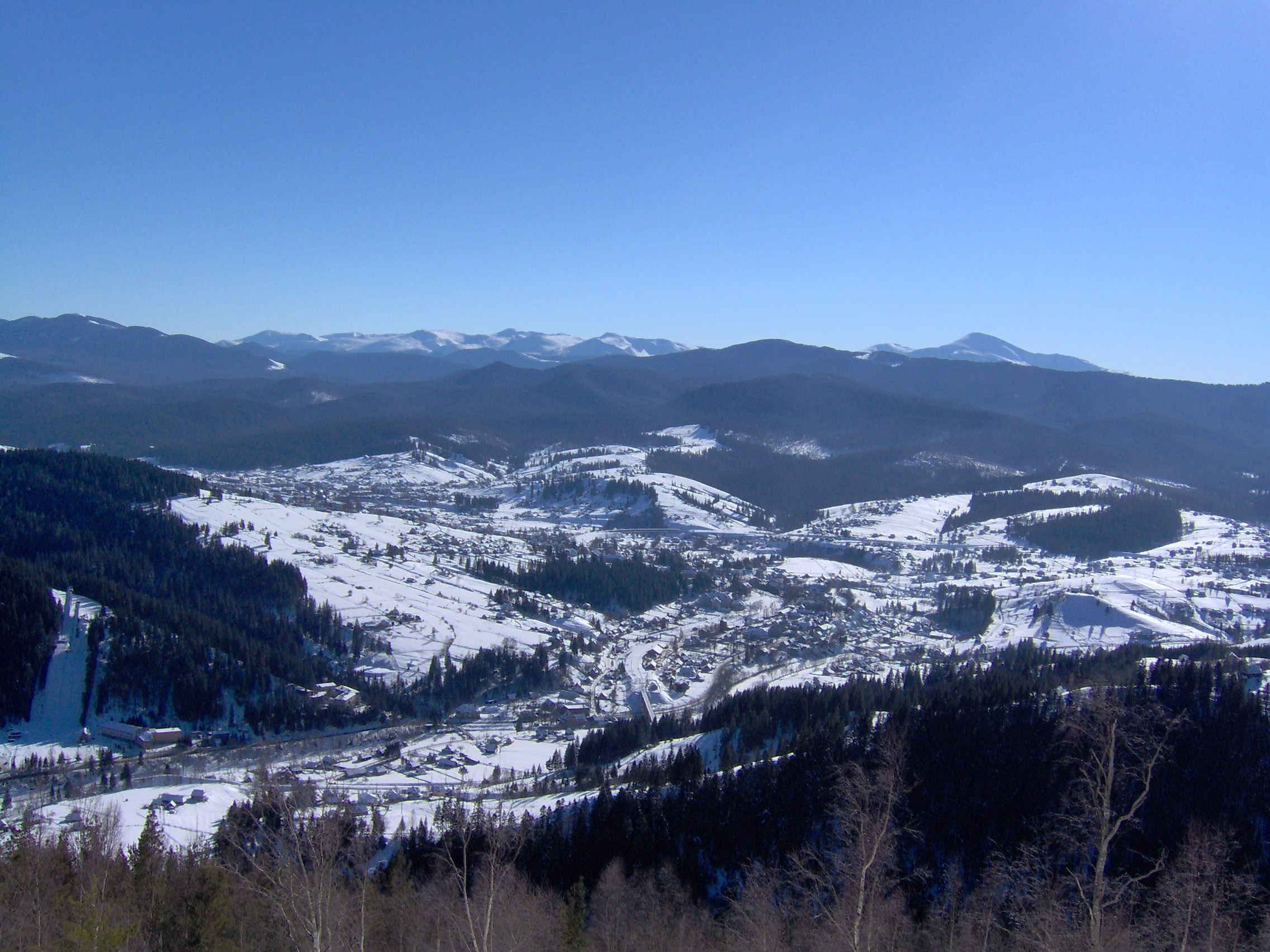
Места съемок: Карпаты у посёлка Ворохта

1927 год, США, Нью-Йорк. Лиза Аллинг, русская по происхождению, проводит день за днём между работой горничной в отеле, ужином в кругу семьи её подруги, китаянки Шань, и встречами с любовником Карло.
В один день она бросает всё и без гроша в кармане выходит с работы и отправляется… на родину родителей — в Сибирь, в Россию пешком.
С невероятной упорностью она преодолеет путь от Нью-Йорка до Берингова пролива.
В дороге у неё будет мимолётный роман с Джоном, но, несмотря на его попытки её остановить, она продолжит идти к цели. Затем будет встреча с лесником Майком, который спасёт её от холода, но сам замёрзнет в снегу. По дороге она будет браться за любую работу — подметать пол в кафе, работать в магазинчике или клерком почтового отделения в городке Доусон. Аляску она пройдёт, следуя мудрому совету аптекаря — держаться среди снега линии телеграфа — и, попав в ледяную реку, будет спасена инженерами связи которые поначалу не поверят в правдивость её рассказа, но затем, восхищённые этой женщиной, помогут ей закончить её безумное путешествие.
В титрах фильма указывается, что кто-то видел её высадку в бухте Провидения, где советские пограничники забрали её. Дальнейшая её судьба неизвестна.

## В ролях
- Елена Сафонова — Лиза Аллинг
- Кристофер Чаплин — Джон
- Александр Арбат — Майк
- Предраг Манойлович — Карло
- Милен Демонжо — Мюрей
- Сергей Шнырёв — журналист
- Жан-Ив Готье — пилот
- Александр Лыков — бродяга
- Реми Рубаха — Билли
- Владимир Царёв — Харвей
- Алексей Родионов — Аластер
- Алла Будницкая — мать Джона
- Александр Белявский — отец Джона
- Олег Банников — Даг
- Александр Мазуренко — Том
- Борис Быстров — Скотти
- Владимир Уан-Зо-Ли — эпизод
- Галина Польских — эпизод

## Съёмки
Съёмки велись в Карпатах у посёлка Ворохта.

## Показ
В 1998 году фильм демонстрировался по российскому телевидению на канале НТВ.

## Критика
«По следу телеграфа» — красивый, медленно текущий фильм, который не получил критического внимания, которого он заслуживает. Фильм представляет собой восхитительный портрет зрелой, одинокой женщины, которая учится жить на природе (фильм прерывается случайными захватывающими крупными планами, такими как дикобразы в лесу), которую не остановит ни голод, ни холод, ни встречи на дороге. «По следу телеграфа» — создающий настроение фильм с минимальным эпизодическим сюжетом, который проходит через длинные дубли и небольшие диалоги. Он основывается на визуальном удовольствии от кадров красивой, но опасной осенней и зимней природы в горах.
Оригинальный текст (англ.)La Piste du telegraphe is a beautiful, slow-moving film, which has not received the critical attention it deserves. ... The film constitutes an admiring portrait of a mature, singleminded woman who learns to live rough amid nature (the film is punctuated by the occasional breathtaking close-up, like that of the porcupines in the woods) and is not deterred by hunger or cold or her encounters on the road. ... La Piste du télégraphe is an atmospheric film with a minimal, episodic plot which proceeds through long takes and little dialogue. It relies on the visual pleasures of its beautiful but perilous autumn and winter
— 